# 第58回天皇杯全日本サッカー選手権大会
第58回天皇杯全日本サッカー選手権大会（だい58かいてんのうはいぜんにほんサッカーせんしゅけんたいかい）は、1978年（昭和53年）12月24日から1979年（昭和54年）1月1日まで開かれた天皇杯全日本サッカー選手権大会である。

## 概要
- 本大会出場は28チーム。

## 出場チーム

### 日本サッカーリーグ1部
- 東洋工業（27回目）
- 新日本製鐵（22回目）
- 古河電工（15回目）
- 日立製作所（14回目）
- 三菱重工（14回目）
- ヤンマー（11回目）
- 日本鋼管（8回目）
- フジタ工業（7回目）
- 読売クラブ（4回目）
- 富士通（2回目）

### 北海道
- 札幌大学（5回目）

### 東北
- 五戸町役場（3回目）

### 関東
- 早稲田大学（18回目）
- 法政大学（8回目）
- 住友金属工業（2回目）
- 国士舘大学（初出場）
- 埼玉教員（初出場）

### 北信越
- 日精樹脂工業（2回目）

### 東海
- トヨタ自工（7回目）
- 本田技研（5回目）

### 関西
- 大阪商業大学（7回目）
- 田辺製薬（6回目）
- 大阪経済大学（3回目）
- ヤンマークラブ（2回目）

### 中国
- マツダオート広島（初出場）

### 四国
- 帝人（9回目）

### 九州
- 九州産業大学（5回目）
- 福岡大学（5回目）

## 試合

### 1回戦
- ヤンマークラブ 4-1 マツダオート広島
- 富士通 4-0 九州産業大学
- 大阪商業大学 0-4 日本鋼管
- ヤンマー 6-0 大阪経済大学
- 福岡大学 0-4 日精樹脂工業
- 田辺製薬 2-1 帝人
- 五戸町役場 1-5 法政大学
- 本田技研 2-1 国士舘大学
- 住友金属工業 0-1 古河電工
- 新日本製鐵1-3 札幌大学
- 埼玉教員 1-3 読売クラブ
- トヨタ自工 0-1 早稲田大学

### 2回戦
- フジタ工業 5-1 ヤンマークラブ
- 富士通 1-0 日本鋼管
- ヤンマー 7-1 日精樹脂工業
- 田辺製薬 2-3 東洋工業
- 日立製作所 2-1 法政大学
- 本田技研 0-3 古河電工
- 札幌大学 2-0 読売クラブ
- 早稲田大学 1-3 三菱重工

### 準々決勝
- フジタ工業 3-0 富士通
- ヤンマー 2(PK2-4)2 東洋工業
- 日立製作所 1(PK3-5)1 古河電工
- 札幌大学 0-5 三菱重工

### 準決勝
- フジタ工業 0-3 東洋工業
- 古河電工 0-1 三菱重工

### 決勝
- 東洋工業 0-1 三菱重工